# Lightcraft

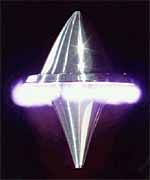
Lightcraft-Testkörper des USAFRL

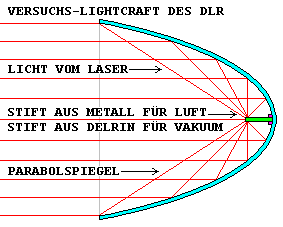
Versuchs-Lightcraft des DLR

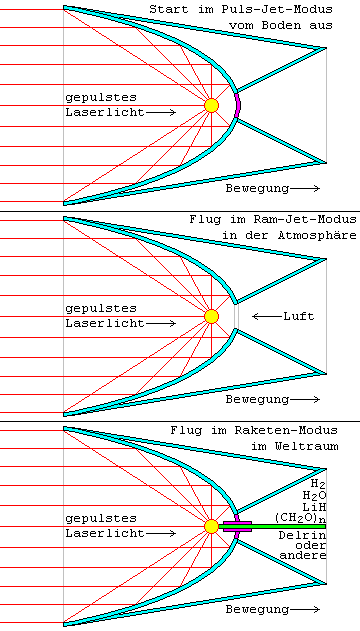
Ramjet-Lightcraft-Studie des AIAA

Ein Lightcraft ist ein Raumfahrzeug, dem ein bodengestützter Impuls-Laser oder -Maser die benötigte Antriebsenergie zuführt. Der Laser strahlt auf einen parabolförmigen Reflektor an der Unterseite des Flugkörpers. Im Brennpunkt des reflektierten Strahls entstehen extrem hohe Temperaturen von 10.000 bis 25.000 °C. Materie in diesem Bereich dehnt sich durch die extreme Erwärmung explosionsartig aus, überträgt einen Teil des Impulses der Gasteilchen auf den Reflektor und beschleunigt so den Flugkörper. Während der Pause zwischen zwei Impulsen strömt wieder kühles Gas hinter den Reflektor, das beim nächsten Impuls erneut den Flugkörper beschleunigt.
Beim Flug innerhalb der Erdatmosphäre wird das atmosphärische Gas erhitzt, für den Flug im Weltall (auf der Erde ab ca. 11 km Flughöhe) muss zusätzlich eine Stützmasse, wie zum Beispiel Delrin, mitgenommen werden, die dann in den Brennpunktbereich hinter dem Reflektor eingebracht wird und bei ihrer Erhitzung das Raumfahrzeug antreibt.
Dieses Antriebskonzept ist für den Start von Kleinsatelliten bis zu einigen Kilogramm Masse vorgesehen. Dabei werden Laser mit Leistungen bis zu 1000 kW benötigt.

## Vorteile gegenüber den herkömmlichen Antrieben
- Sehr hohes Nutzlastverhältnis aufgrund des wegen der hohen Temperatur hohen spezifischen Impulses
- Geringe Kosten, da kein aufwendiges System für Treibstoffförderung und Verbrennungsregelung benötigt wird
- Umweltfreundlich, da wenige, eventuell giftige, Verbrennungsabgase entstehen.

## Schwierigkeiten
- Die dafür notwendige Laserstärke kann mit den heutigen Mitteln nicht erreicht werden.
- Die Divergenz des Laserstrahls sorgt mit steigender Entfernung für eine Verkleinerung der nutzbaren Leistung für den Antrieb.
- komplizierte Bahnsteuerung und Lageregelung für den Flugkörper.

## Aussicht
Mit Modell-Flugkörpern wird dieses Konzept bereits seit Jahren im Labor erprobt. Wegen der genannten Schwierigkeiten (insbesondere mangels Laserstärke) ist eine praktische Anwendung zurzeit noch nicht in Sicht. Das Air Force Research Laboratory (AFRL), eine Forschungseinrichtung der United States Air Force forscht an einer Möglichkeit, kleine Satelliten mittels dieser Technologie zu starten.